# Inégalités de Turán
En mathématiques, les inégalités de Turán sont des inégalités vérifiées pour les polynômes de Legendre établies par Pál Turán et publié pour la première fois par (Szegö 1948). Il existe de nombreuses généralisations à d'autres familles de polynômes orthogonaux, souvent aussi appelées inégalités de Turán, données par (Beckenbach 1951) et d'autres auteurs.
Si {\displaystyle P_{n}} est le ne polynôme de Legendre, les inégalités de Turán énoncent que
{\displaystyle \,\!P_{n}(x)^{2}>P_{n-1}(x)P_{n+1}(x)\ {\text{ pour }}\ -1<x<1.}
Pour {\displaystyle H_{n}}, le ne polynôme d'Hermite, les inégalités de Turán donnent
{\displaystyle H_{n}(x)^{2}-H_{n-1}(x)H_{n+1}(x)=(n-1)!\cdot \sum _{i=0}^{n-1}{\frac {2^{n-i}}{i!}}H_{i}(x)^{2}>0,}
tandis que pour les polynômes de Tchebychev, elles donnent
{\displaystyle T_{n}(x)^{2}-T_{n-1}(x)T_{n+1}(x)=1-x^{2}>0\ {\text{ pour }}\ -1<x<1.}